# Lepadella wrighti
Lepadella wrighti är en hjuldjursart som beskrevs av Koste 1972. Lepadella wrighti ingår i släktet Lepadella och familjen Lepadellidae. Inga underarter finns listade i Catalogue of Life.